# Rijksbeschermd gezicht Amsterdam - Binnen de Singelgracht
Gezicht Amsterdam - Binnen de Singelgracht is een van rijkswege beschermd stadsgezicht in het stadsdeel Centrum in Amsterdam in de Nederlandse provincie Noord-Holland. De procedure voor aanwijzing werd gestart op 12 september 1989. Het gebied werd op 26 mei 1999 definitief aangewezen. Het beschermd gezicht beslaat een oppervlakte van 679 hectare: het gebied tussen de Singelgracht en het IJ.
Panden die binnen een beschermd gezicht vallen krijgen niet automatisch de status van beschermd monument. Wel zal de gemeente het bestemmingsplan aanpassen om nieuwe ontwikkelingen in het gebied te reguleren. De gezichtsbescherming richt zich op de stedenbouwkundige en cultuurhistorische waardering van een gebied en wil het toekomstig functioneren daarvan veiligstellen.